# 科內霍 (新墨西哥州)
科內霍（英語：Conejo）是位於美國新墨西哥州聖菲縣的普查規定居民點。

## 人口
根據2020年美國人口普查的數據，科內霍的面積為4.93平方千米，皆為陸地。當地共有人口440人，而人口密度為每平方千米89.25人。